# Bisacodile
Il bisacodile (noto anche con il nome di bisacodil) è un lassativo stimolante di contatto, utilizzabile per via orale (azione in 10-12 ore) o per via rettale (azione in 20-60 minuti). In Italia il farmaco è venduto dalla società farmaceutica Sanofi con il nome commerciale di Dulcolax, nella forma farmaceutica di compresse rivestite e di supposte.

## Farmacodinamica
Bisacodile è un lassativo di contatto che agisce localmente stimolando la mucosa dell'intestino crasso, aumentando la peristalsi a livello del colon e favorendo l'accumulo di acqua e di elettroliti nel lume dell'intestino.

Il meccanismo d'azione del farmaco, verosimilmente più l'effetto di tipo secretorio che quello di aumento della motilità, stimola la defecazione, riduce il tempo di transito fecale e rende morbide le feci. Studi sperimentali hanno confermato che anche l'azione delle supposte di bisacodile è mediata da un'azione diretta del farmaco sulla mucosa del retto.

Studi recenti suggeriscono che bisacodile possa comportare una riduzione dell'espressione dell'acquaporina 3 (AQP3) a livello colico. Tale riduzione di AQP3 nel colon a sua volta inibisce il trasferimento di acqua dal lume intestinale al comparto vascolare e determina un effetto lassativo. Bisacodile può inoltre attivare i macrofagi del colon stimolando quindi la secrezione di PGE2, la quale agisce come un fattore paracrino e diminuisce l'espressione di AQP3 nelle cellule epiteliali della mucosa del colon.

## Farmacocinetica
Dopo somministrazione per via orale il farmaco è metabolizzato dalle esterasi della mucosa enterica in bis-(p-idrossifenil)-piridil-2-metano (BHPM), la forma attiva, ritenuta la responsabile dell'effetto lassativo. La concentrazione plasmatica massima (Cmax) di BHPM viene raggiunta dopo 4-10 ore dall'assunzione. L'effetto lassativo si manifesta entro 12 ore dall'assunzione.

Gli studi sperimentali hanno permesso di stabilire che non esiste alcuna relazione tra l'effetto lassativo e il livello plasmatico di BHPM. A seguito della somministrazione per os sono assorbite solo minime quantità di farmaco dal tratto gastrointestinale. La quota assorbita viene quasi totalmente glucoronidata a livello della parete intestinale e del fegato.

## Usi clinici
Bisacodile è utilizzato in ambito clinico per il trattamento della costipazione e per l'evacuazione del colon dopo l'esecuzione di interventi chirurgici. Il farmaco è anche indicato prima dell'esecuzione di alcuni esami radiologici sul colon e la stessa colonscopia.

## Effetti collaterali e indesiderati
Durante il trattamento con bisacodile gli effetti avversi più frequentemente segnalati sono il dolore addominale e la diarrea.

Meno comunemente si verificano nausea, vomito, vertigini, sincope da risposta vaso-vagale, disidratazione, e presenza di sangue nelle feci.

## Controindicazioni
Il farmaco è controindicato nei soggetti con ipersensibilità nota al principio attivo o a un eccipiente.
Inoltre è controindicato nei pazienti affetti da ileo paralitico, qualsiasi condizione che possa determinare un addome acuto (ad esempio l'appendicite), in caso di ostruzione o stenosi intestinale, nei processi infiammatori acuti dell'intestino, nei sanguinamenti intestinali e nei soggetti gravemente disidratati.

Limitatamente alla somministrazione di supposte un'ulteriore controindicazione è rappresentata dalla presenza di ragadi e ulcere anali.

## Dosi terapeutiche
Negli adulti e nei bambini oltre i 10 anni di età si consiglia un dosaggio variabile da 5 a 10 mg al giorno. Le compresse non devono essere assunte con prodotti che riducono l'acidità del tratto gastrointestinale,  ad esempio latte, antiacidi, bicarbonato o inibitori della pompa protonica.
L'assunzione orale di bisacodile è consigliata dopo il pasto serale, di modo che l'effetto del lassativo, che si produce in media dopo 8-10 ore, non disturbi il sonno. Per via rettale, invece, l'azione si manifesta dopo soli 15-30 minuti dall'assunzione della supposta.
Evitare l'inalazione o il contatto con occhi, pelle, mucose. Evitare la somministrazione in caso di emorroidi o fistole anali, l'uso di supposte può provocare sensazioni dolorose e irritazioni locali, in particolar modo in presenza di ragadi anali o proctite ulcerosa.

## Sovradosaggio
L'assunzione di una quantità eccessiva di bisacodile può provocare dolore addominale e diarrea, oltre a perdite di elettroliti, in particolare potassio e cloro. In caso di abuso cronico di bisacodile (come di altri lassativi) può verificarsi un iperaldosteronismo secondario e calcoli renali. Inoltre in tali condizioni sono state anche descritte lesioni dei tubuli renali, alcalosi metabolica, ipokaliemia e debolezza muscolare.
In caso di necessità l'assorbimento del farmaco può essere ridotto attraverso l'induzione del vomito o la lavanda gastrica. La terapia di supporto comprende un'adeguata idratazione e il ripristino delle perdite di elettroliti.

## Gravidanza e allattamento
Gli studi clinici controllati sull'uso del medicinale in gravidanza sono limitati. Per tale motivo, pur in assenza di segnalazioni di effetti tossici, il farmaco deve essere utilizzato dalle donne gravide solo in caso di necessità, previa attenta valutazione del rapporto benefici attesi per la madre/possibile rischio per il feto e sotto stretto controllo del medico curante.
Studi clinici hanno dimostrato che né la forma attiva del bisacodile, bis-(p-idrossifenil)-piridil-2-metano (BHPM), né i suoi metaboliti glucuronati sono escreti nel latte materno.
Tuttavia è bene che bisacodile sia utilizzato dalle donne che allattano al seno solo in caso di reale necessità e sotto il diretto controllo del medico.

## Avvertenze
Terapia prolungata: il bisacodile non deve essere somministrato per più di 7 giorni (è consigliato un utilizzo di 2-3 giorni).
L'uso prolungato di lassativi stimolanti può portare a un deterioramento della funzionalità intestinale fino ad arrivare allo stato di colite atonica (colon non funzionante). È dimostrato, infatti, che l'uso cronico di questi farmaci è responsabile di cambiamenti irreversibili nell'anatomia del colon, come la perdita delle austrature (tipica conformazione del colon dovuta ai rigonfiamenti e restringimenti alternati). Questa perdita sembra conseguire a un danno dei plessi intramurali o a carico della muscolatura longitudinale intestinale.
L'uso prolungato può inoltre provocare assuefazione, con conseguente necessità di aumentare la dose assunta per avere l'effetto terapeutico. Alla sospensione dell'assunzione di bisacodile può insorgere stipsi perché l'intestino, impigrito, funziona solo se stimolato dal medicinale che, dopo anni di utilizzo continuativo, può smettere di esercitare il suo effetto terapeutico.
Pazienti pediatrici: l'utilizzo è controindicato nei pazienti di età inferiore ai 3 anni ed è comunque necessaria la consultazione del medico curante nei pazienti al di sotto dei 12 anni.
Pazienti anziani: è opportuno che soggetti anziani o in condizioni di salute non buone consultino il medico prima di usare il medicinale.
Il bisacodile può peggiorare la funzionalità intestinale negli anziani.
Diabete mellito, ipotensione, cardiopatie: è necessario consultare il medico prima della somministrazione di bisacodile in pazienti con diabete mellito, ipotensione e cardiopatie.
I lassativi di contatto aumentano la motilità intestinale irritando la parete e dunque spesso generano crampi addominali; non vanno utilizzati per tempi prolungati (salvo eccezioni, sentito il medico); sono controindicati in caso di occlusione intestinale.